# Municipio de San Simón Zahuatlán
El municipio de San Simón Zahuatlán es uno de los 570 municipios en los que se encuentra dividido el estado mexicano de Oaxaca. Forma parte de la región mixteca oaxaqueña y del distrito de Huajuapan. Su cabecera municipal es la población de San Simón Zahuatlán.

## Geografía
El municipio se encuentra localizado en el noroeste del territorio estatal de Oaxaca, cercano a sus límites con el estado de Puebla; forma parte de la Región mixteca oaxaqueña y del distrito de Huajuapan. Tiene una extensión territorial de 46.242 kilómetros cuadrados y sus coordenadas geográficas extremas son 17° 47' - 17° 53' de latitud norte y 97° 57' - 98° 03' de longitud oeste. 
Su territorio es mayoritariamente montañoso, flutuando entre 1 300 y 2 100 metros sobre el nivel del mar.
El municipio limita al oeste, norte y este con el municipio de San Miguel Amatitlán, al sur con el municipio de Santos Reyes Yucuná y al suroeste con el municipio de San Martín Zacatepec.

## Demografía
De acuerdo a los resultados del Censo de Población y Vivienda realizado en 2010 por el Instituto Nacional de Estadística y Geografía; la población total del municipio de San Simón Zahuatlán asciende a 3 833 habitantes, de los que 1903 son hombres y 1930 son mujeres.

### Localidades
El municipio incluye en su territorio un total de 10 localidades. Las principales, considerando su población del censo de 2010 son:
| Localidad           | Población |
| Total Municipio     | 3 833     |
| San Simón Zahuatlán | 1 364     |
| 5 de Mayo           | 504       |
| San Miguel          | 280       |
| Las Tres Cruces     | 256       |
| La Colmena          | 254       |
| Cañada del Tecolote | 241       |

## Política
El gobierno de San Simón Zahuatlán se rige por principio de usos y costumbres que se encuentra vigente en un total de 424 municipios del estado de Oaxaca y en las cuales la elección de autoridades se realiza mediante las tradiciones locales y sin la intervención de los partidos políticos. 
El ayuntamiento de San Simón Zahuatlán está integrado por el presidente municipal, un síndico y un cabildo integrado por cuatro regidores.

### Representación legislativa
Para la elección de diputados locales al Congreso de Oaxaca y de diputados federales a la Cámara de Diputados federal, el municipio de San Simón Zahuatlán se encuentra integrado en los siguientes distritos electorales:
Local:
- Distrito electoral local de 6 de Oaxaca con cabecera en Huajuapan de León.[4]

Federal:
- Distrito electoral federal 6 de Oaxaca con cabecera en Heroica Ciudad de Tlaxiaco.[5]